# Yoshiki Nakai
Yoshiki Nakai (japanisch 中井 義樹 Nakai Yoshiki; * 4. Januar 1983 in der Präfektur Osaka) ist ein ehemaliger japanischer Fußballspieler.

## Karriere
Nakai erlernte das Fußballspielen in der Jugendmannschaft von Cerezo Osaka. Seinen ersten Vertrag unterschrieb er 2001 bei den Cerezo Osaka. Der Verein spielte in der höchsten Liga des Landes, der J1 League. Am Ende der Saison 2001 stieg der Verein in die J2 League ab. 2002 wurde er mit dem Verein Vizemeister der J2 League und stieg wieder in die J1 League auf. Für den Verein absolvierte er 11 Ligaspiele. 2006 wechselte er zum Zweitligisten Thespa Kusatsu. Für den Verein absolvierte er 38 Ligaspiele. 2007 wechselte er zum Drittligisten Sagawa Printing (heute: SP Kyoto FC). Für den Verein absolvierte er 90 Ligaspiele. 2011 wechselte er zum Ligakonkurrenten V-Varen Nagasaki. 2012 wurde er mit dem Verein Meister der Japan Football League. Für den Verein absolvierte er 33 Ligaspiele. 2013 kehrte er zu Sagawa Printing zurück. Für den Verein absolvierte er 57 Ligaspiele. Ende 2015 beendete er seine Karriere als Fußballspieler.

## Erfolge
Cerezo Osaka
- Kaiserpokal

Finalist: 2001, 2003